# Inga davidsei
Inga davidsei är en ärtväxtart som beskrevs av Mario Sousa. Inga davidsei ingår i släktet Inga och familjen ärtväxter. Inga underarter finns listade i Catalogue of Life.